# Geografija Ukrajine
Geografija Ukrajine se močno razlikuje od ene regije do druge, pri čemer večina države leži znotraj vzhodnoevropske nižine. Ukrajina je za Rusijo druga največja evropska država. Njene različne regije imajo raznolike geografske značilnosti, ki segajo od visokogorja do nižin, pa tudi podnebno območje in široko paleto hidrografije.      
Ukrajina, ki leži med zemljepisnimi širinami 44° in 53° S ter zemljepisnimi dolžinami 22° in 41° V, pokriva površino 603.628 kvadratnih kilometrov z obalo v dolžini 2.782 kilometrov.
Pokrajino Ukrajine sestavljajo večinoma rodovitne stepe in planote, ki jih prečkajo reke, kot so Dneper, Severski Donec, Dnester in Južni Bug, ki tečejo proti jugu ter se izlivajo v Črno morje in manjše Azovsko morje. Na jugozahodu delta Donave tvori mejo z Romunijo. Edine gore v državi so Karpati na zahodu, od katerih je najvišja Goverla z 2061 metri, in Krimsko gorovje na skrajnem jugu ob obali.
Ukrajina ima tudi številna višje ležeča območja, kot sta Volinsko-Podiljsko višavje (na zahodu) in Pridneprsko višavje (na desnem bregu Dnepra). Na vzhodu se nahajajo jugozahodni obronki Srednjeruskega višavja, čez katero poteka meja z Rusijo. V bližini Azovskega morja se nahaja Doneški greben in bližnje Priazovsko višavje. Taljenje snega v gorah napaja reke in njihove slapove.
Pomembni naravni viri v Ukrajini vključujejo litij, zemeljski plin, kaolin, les in obilo obdelovalne zemlje. Kljub temu se država sooča s številnimi velikimi okoljskimi težavami, kot je nezadostna oskrba s pitno vodo, onesnaženost zraka in vode, krčenje gozdov in radioaktivna kontaminacija na severovzhodu države zaradi posledic nesreče v jedrski elektrarni v Černobilu leta 1986.